# Cardamine engleriana
Cardamine engleriana är en korsblommig växtart som beskrevs av Otto Eugen Schulz. Cardamine engleriana ingår i släktet bräsmor, och familjen korsblommiga växter. Inga underarter finns listade i Catalogue of Life.